# Szymon Józef Wolski
Szymon Józef Wolski herbu Nowina (zm. w 1716 roku) – kasztelan przemyski w latach 1713–1715, stolnik halicki w latach 1685–1713, sędzia grodzki przemyski w 1685 roku, podstarości przemyski w 1685 roku, pisarz grodzki przemyski w latach 1679–1683, skarbnik sanocki w latach 1669–1685, sędzia deputat wojewódzki z ziemi sanockiej w konfederacji gołąbskiej, sędzia kapturowy ziemi przemyskiej w 1696 roku.
Poseł sejmiku wiszeńskiego na sejm 1683 roku, sejm 1690 roku, sejm nadzwyczajny 1693 roku.
5 lipca 1697 roku podpisał w Warszawie obwieszczenie do poparcia wolnej elekcji, które zwoływało szlachtę na zjazd w obronie naruszonych praw Rzeczypospolitej. Deputat ziemi halickiej do rady stanu rycerskiego rokoszu łowickiego w 1697 roku. Poseł na sejm pacyfikacyjny 1699 roku z województwa ruskiego. Był członkiem konfederacji sandomierskiej 1704 roku. Jako poseł ziemi przemyskiej był uczestnikiem Walnej Rady Warszawskiej 1710 roku. 9 czerwca 1716 został pochowany w podziemiach  kościoła Franciszkanów Reformatów w Przemyślu.
Katarzyna Wolska, kasztelanowa przemyska urządziła pogrzeb panny Heleny Drohojowskiej, tercjarki pochowanej 12 września 1727. Na pogrzeb ofiarowano owoce, woły i wiele wiktuałów. 